# Mandzsusrí

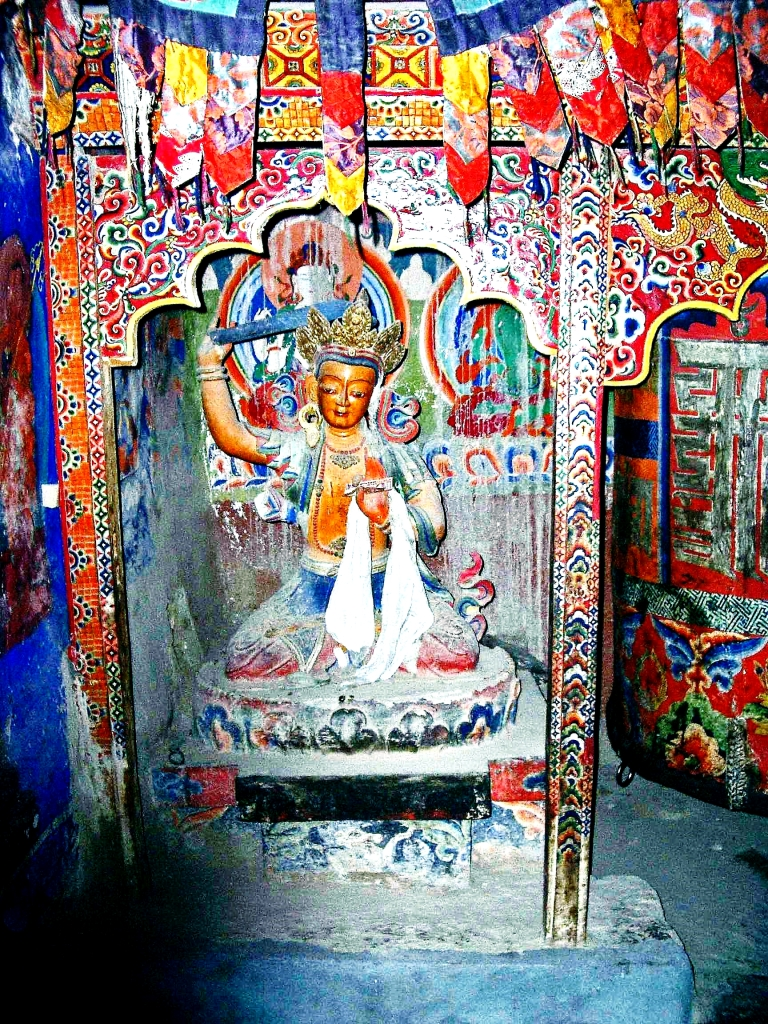
Mandzsusrí szobra. Lhalung Gompa, Szpiti-völgy, India

Mandzsusrí a pradnyával (transzcendentális bölcsesség) azonosított bódhiszattva a mahájána buddhizmusban. A tibeti buddhizmusban jidamnak (védelmező istenségnek) tekintik. Nevének jelentése „nemes ragyogás” (szanszkrit). Mandzsusrí teljes neve Mandzsusríkumárabhúta, szó szerint „Mandzsusrí herceg”.

## A mahájána buddhizmusban
A tudósok szerint Mandzsusrí a legrégebbi és legjelentősebb bodhiszattva a mahájána irodalomban. Mandzsusrí nevét legelőször olyan korai mahájána szövegek említik, mint a Pradsznyápáramitá szútrák és már elég korán a pradzsnyá (bölcsesség) megtestesítőjeként tekintettek rá. A Lótusz szútra neki tulajdonít egy tiszta földet, amelyet úgy hívnak, hogy Vimala. Az Avatamszaka-szútra szerint ez keleten található. Ez a tiszta föld minden idők két legjobb tiszta földje közé tartozik. Amikor eléri majd a buddhaság szintjét „mindenlátónak” fogják nevezni. A Lótusz szútrában Mandzsusrí szintén megvilágosodáshoz segíti a Nága király lányát. Szintén szerepel a Vimalakírti szútrában, amelyben Vimalakírti bodhiszattvával folytat vitagyakorlatot.
Mandzsusrí bodhiszattva bölcsesség tanításaira példa a Szaptasatiká Pradzsnyápáramitá-szútra (Taisó Tripitaka 232). Ebben a szövegben van egy párbeszéd Mandzsusrí és Buddha között a Szamádhi (szanszkrit: ekavjúha szamádhi) gyakorlatról.

## Az ezoterikus buddhizmusban
Az ezoterikus buddhizmusban Mandzsusrí meditációs istenség, és teljesen megvilágosodott buddha. A singon buddhizmusban Mandzsusrí a tizenhárom buddha közé tartozik, akik felé a gyakorlók elkötelezik magukat. Több ezoterikus buddhista szövegben is feltűnik, úgy mint például a Manydzsusrí-múla-kalpa és a Manydzsusrínámaszamgíti. Egyes hagyományokban a kísérője Szaraszvati istennő.
Congkapa, a gelug iskola alapítója állítólag látomásokon keresztül kapott tanításokat Mandzsusrítól.

## Ikonográfia
Mandzsusrít férfi bodhiszattvaként ábrázolják lángoló karddal a jobb kezében, amely a transzcendentális bölcsesség szimbóluma, amely szétvágja a nemtudást és a dualitást. A bal kezében tart egy lótuszt, amely a Pradzsnyápáramitá-szútrát jelképezi, amely a bölcsesség megvalósításának legmagasabb szintjét jelenti. Mandzsusrít gyakran ábrázolják kék oroszlán háton, vagy oroszlánbőrön ülve. Ez a tudat megszelídítését jelképezi, amelyet egy felbőszült oroszlánhoz szokás hasonlítani.
A kínai és a japán buddhista művészetben Mandzsusrí kardja helyett olykor egy ruji jogar szerepel, főleg a Vimalakírti-szútra szereplője, Vimalakírti ábrázolásában. Berthold Laufer szerint a ruji első kínai ábrázolása egy 8. századi Mandzsusrí festmény, amelyen a főszereplő jobb kezében tartja a jogart, a szokásos kard helyett.
Mandzsusrí a kínai buddhizmus négy nagy bodhiszattvájának az egyike (a másik három bodhiszattva: Ksitigarbha, Avalókitésvara és Szamantabhadra. Kínában gyakran párosítják össze Szamantabhadrával.
A tibeti buddhizmusban Mandzsusrí gyakran szerepel együtt Avalókitésvara (tibeti: Csenrezig) és Vadzsrapáni (tibeti: Csanna Dordzse) társaságában.

## Mantrák
A Mandzsusríval azonosított legismertebb mantra a következő:
om arapacsana dí
Az „arapacsana” egy szótagábécé, amely 32 betűből áll, és a nevét az első öt betűből kapta: a, ra, pa, csa, na. Ezt a szótagábécét használták leggyakrabban gandhárai nyelven Kharosthi írással, de szerepel néhány szanszkrit nyelvű szövegben is. Feltűnik olyan mahájána szövegekben is mint például a Pradzsnyápáramitá szútrák, a Gandavjúha-szútra, a Lalitavisztara-szútra, az Avatamszaka-szútra, a Dharmaguptaka vinaja vagy a múlaszarvásztiváda vinaja. Ezek közül néhány szövegben az arapacsana emlékeztető erősítőként szolgál fontos mahájána fogalmakhoz. Az Arapacsana kifejezés annyira összefonódott Mandzsusríval, hogy így is szokták nevezni a történelmi buddhista tudóst.
A Tökéletes bölcsesség szútrja (Conze 1975) mindegyik szótagot elmagyarázza:
1. A belátást enged abba, hogy a dharmák soha nem keletkeztek (ádja-anutpannatvád).
2. RA belátást enged abba, hogy a dharmák szennyeződéstől mentesek (radzsák).
3. PA belátást enged abba, hogy a dharmák legvégső értelműek (paramártha).
4. CA belátást enged abba, hogy a dharmák pusztulása (csjavana) vagy újjászületése nem értelmezhető, mivel azok természete nem ilyen.
5. NA belátást enged abba, hogy a dharmák nevei (náma) elpusztultak; a nevek mögötti valódi természet azonban nem veszhet el és nem is keletkezhet.

A tibeti kiejtés némileg különbözik: om a ra pa ca na dhih (ༀ་ཨ་ར་པ་ཙ་ན་དྷཱི༔). A tibeti hagyományok szerint ez a mantra fejleszti a bölcsességet és javítja a vitagyakorlati képességet, a memóriát, az írást és egyéb irodalmi képességeket. A mantra legfontosabb szótagja a dhih, amelyre nagyobb hangsúlyt helyeznek kántálás közben és akár meg is ismétlik.

## Galéria

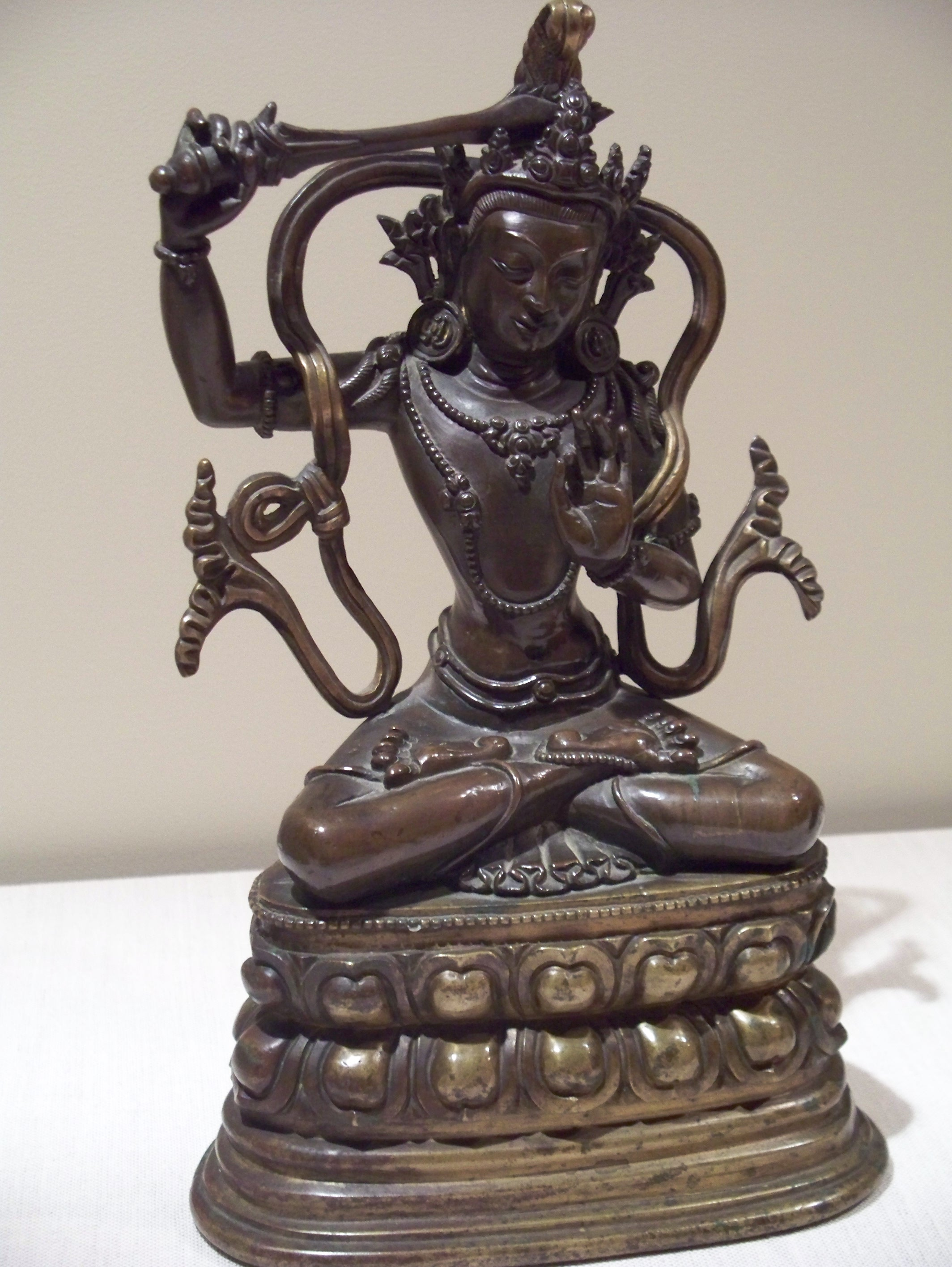
Mandzsusrí a bölcsesség kardját forgatja, Nepál
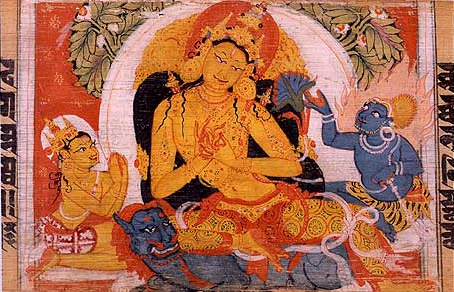
Mandzsusrí festménye pálmalevélen. Nálanda, Bihár állam, India
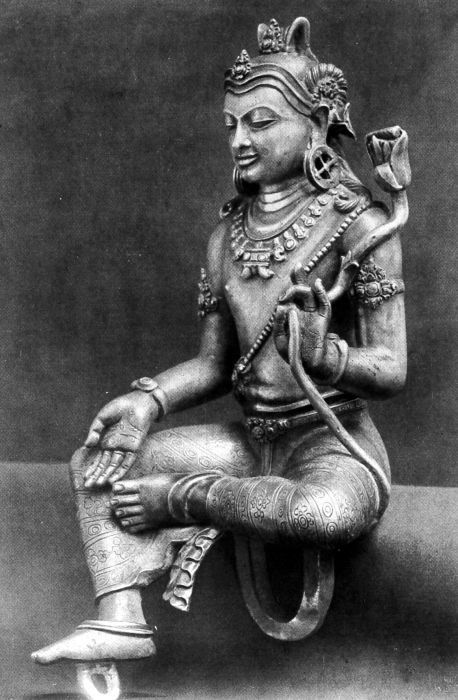
Mandzsusrí ezüst alakja hosszú szárú lotusszal, Indonézia
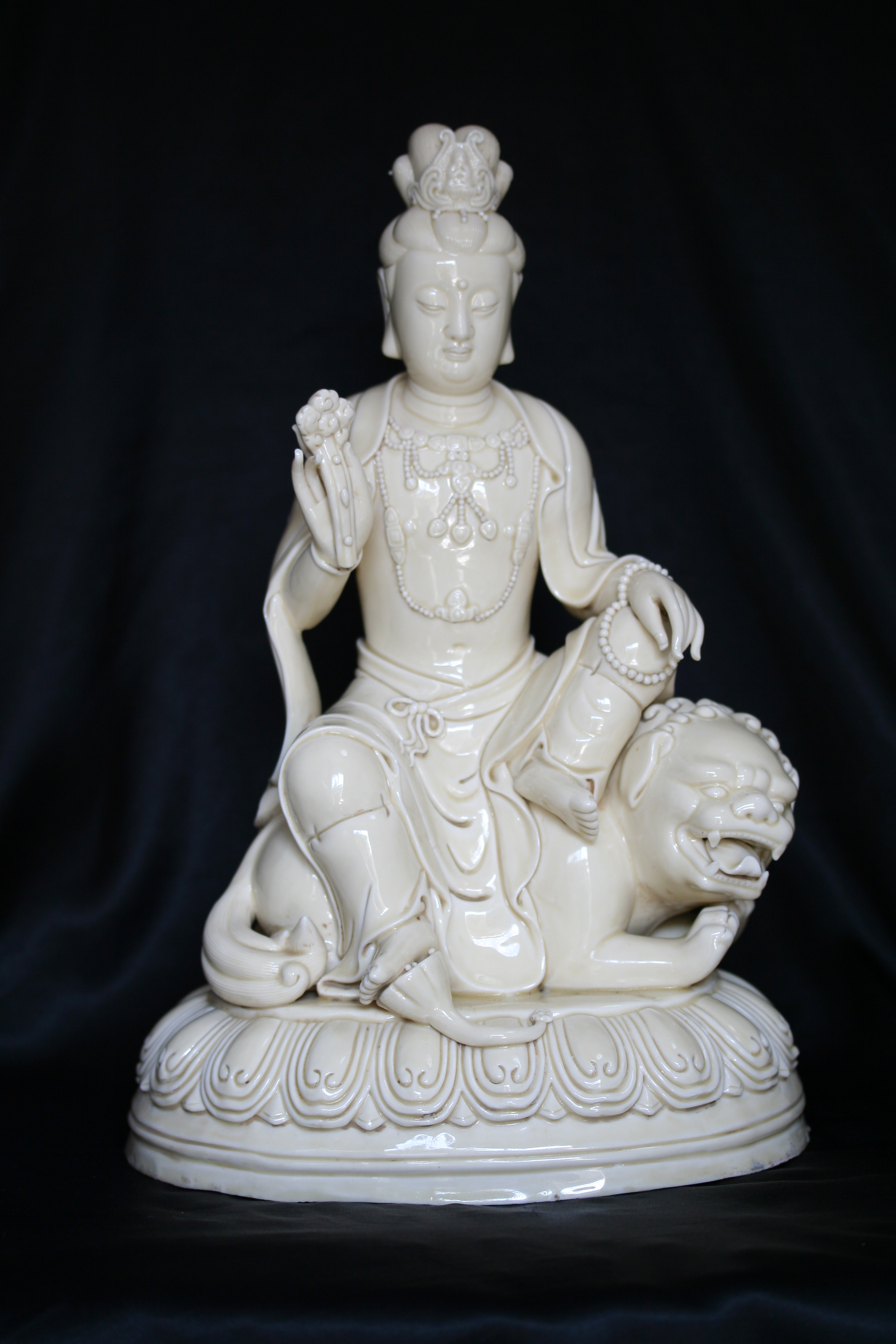
Mandzsusrí kínai fehér-porcelán szobra ruji jogarral a kezében. Kína, 17. század
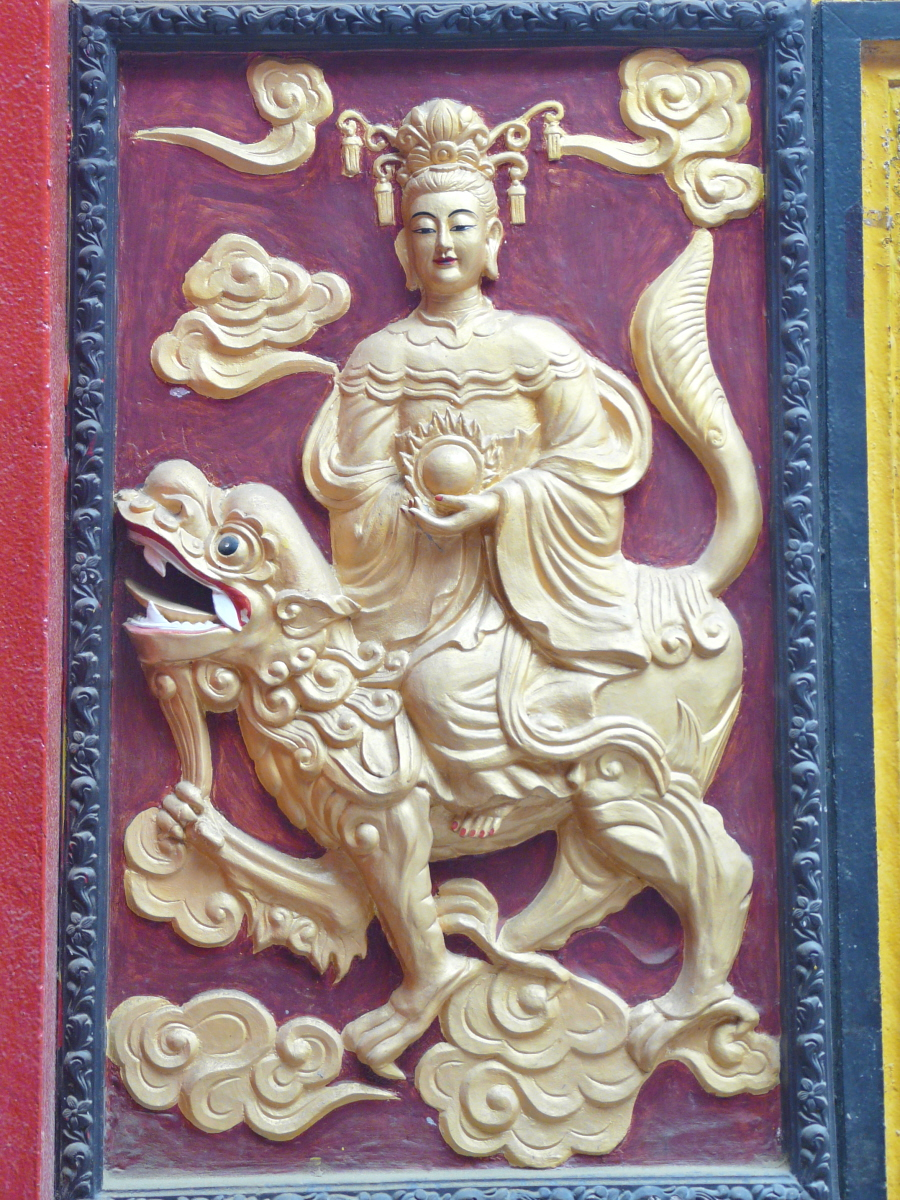
Mandzsusrí oroszlánháton, csintámani gyönggyel. Ho Si Minh-város, Vietnam
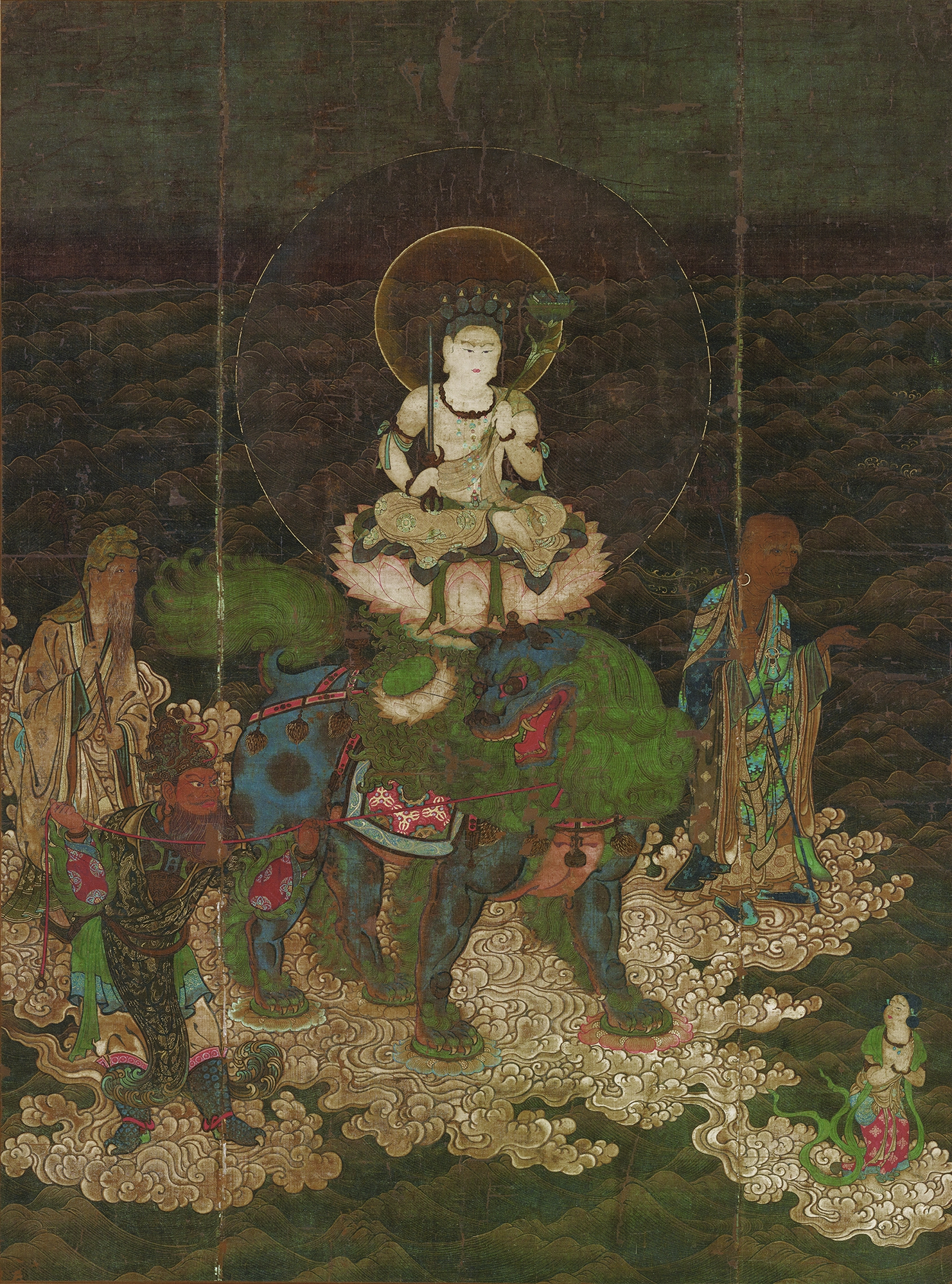
Mandzsusrí átkel a tengeren, Japán

### Külső hivatkozások
- Manjushri at Khandro Net.
- Page dedicated to the Manjusri mantra, with several audio versions.